# GNG5
GNG5‏ (G protein subunit gamma 5) هوَ بروتين يُشَفر بواسطة جين GNG5 في الإنسان.